# Indulto
O indulto é um ato de perdão jurídico emitido pelo Estado. É uma forma de extinguir o cumprimento de uma condenação imposta ao sentenciado desde que se enquadre nos requisitos pré-estabelecidos no decreto de indulto, sendo concedida por chefes de estado de um determinado país. Os decretos de indulto costumam ser publicados em dias particulares.
Em Portugal e no Brasil, os indultos concedidos pelo Presidente da República costumam acontecer na comemoração do Natal. Em Angola, indultos foram concedidos no Dia da Paz e da Reconciliação Nacional (4 de abril). Na França, indultos coletivos para crimes menores costumavam ser concedidos no dia da Fête Nationale (Festa Nacional, 14 de julho), até a reforma constitucional de 2008 que limitou o indulto presidencial a casos individuais.

## Em Portugal
Em Portugal os Chefes de Estado, Reis ou Presidentes, sempre gozaram da prerrogativa de graça, podendo conceder indultos, comutando ou extinguindo penas no âmbito de pedidos de clemência.
Segundo a Constituição o Presidente da República tem competência para indultar e comutar penas, ouvido o Governo. Trata-se de uma competência exclusiva e discricionária do Presidente, não estando sujeita a quaisquer condições para além da audição prévia do Governo, representado pelo Ministro da Justiça. Os pedidos ou propostas de indulto são instruídos pelo Tribunal de Execução de Penas por remessa do Ministério da Justiça e, posteriormente, apresentados ao Presidente para apreciação. O indulto é concedido por Decreto Presidencial; se o indulto for negado o Presidente delibera por despacho. Tradicionalmente os indultos são concedidos no período Natalício, no dia 22 de Dezembro. O indulto pode ser revogado pelo Presidente da República.
O indulto, com carácter individual, não se confunde com a amnistia ou o perdão genérico, ambos de carácter geral e abstrato. A amnistia tem efeitos retroactivos, afectando não só a pena aplicada mas o próprio acto criminoso passado, que é esquecido, considerando-se como não praticado (abolição retroactiva do crime). O perdão genérico incide apenas sobre as penas determinadas pela decisão condenatória e para o futuro. É competência reservada da Assembleia da República a aprovação de amnistias e perdões genéricos.

## No Brasil
No Brasil, a Constituição Federal brasileira de 1988 estabelece três tipos de perdão jurídico que são reconhecidos pela ordem constitucional:
- anistia, prevista no seu artigo 5º, inciso XLIII;[4][5]
- graça, prevista no seu artigo 5º, inciso XLIII;[4][5] e
- indulto, previsto no art. 84, inciso XII.[4][5]

O indulto é uma forma de extinção da punibilidade, conforme o artigo 107, II, do Código Penal.
A competência para concessão de indulto pode ser excepcionalmente delegada, mesmo em se tratando de uma competência privativa do Presidente da República, aos Ministros de Estados, ao Procurador-Geral da República e ao Advogado-Geral da União.
O indulto só pode ser concedido "após condenação transitada em julgado, mas, na prática, têm sido concedidos indultos mesmo antes da condenação tornar-se irrecorrível".
O indulto somente extinguiria a punibilidade, sendo mantidos os efeitos de um crime, consequentemente, o condenado que o recebe não retornaria à condição de réu primário. No indulto seria um instrumento que tem como destinatários grupos de pessoas, ou seja, tem efeitos sobre uma coletividade.
Outro instrumento formal de extinção de punibilidade que é a graça ou graça constitucional. A graça seria um instrumento jurídico de extinção de punibilidade aplicada a pessoas individualizadas, mediante requerimento do alguém condenado judicialmente e que esteja interessado em obter essa extinção.